# Josep Domènech i Estapà

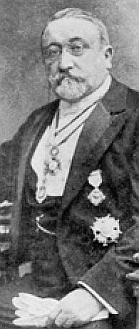
Josep Domènech i Estapà

Josep Domènech i Estapà (* 1858 in Tarragona; † 1917 in Cabrera de Mar) war ein Architekt des Katalanischen Modernismus.

## Biografische Daten
Er erhielt seinen Titel als Architekt im Jahr 1881. Im Jahr 1888 wurde er Professor für Geodäsie, im Jahr 1895 Professor für beschreibende Geometrie an der Universität Barcelona. Ab 1883 war er Mitglied der Reial Acadèmia de Ciències i Arts de Barcelona (Königliche Akademie der Wissenschaften und Künste von Barcelona), im Jahr 1914 wurde er deren Präsident.

## Werke
Josep Domènech wird allgemein dem Katalanischen Modernismus zugeordnet, jedoch entwickelte er eine eigenständige Architektursprache, abseits der Modeströmungen seiner Zeit (Eklektizismus und Modernisme), indem er klassische architektonische Motive modifizierte. Dennoch fand sein Stil vor allem bei seinen öffentlichen und privaten Auftraggebern großen Anklang.
Wichtigste Werke in Barcelona:
- Reform der Kirche Sant Andreu de Palomar (1881, mit Pere Falqués i Urpí)
- Reial Acadèmia de Ciències i Arts, mit dem Teatro Poliorama im Erdgeschoss (1883)
- Palau de Justícia (Justizpalast) (1887–1908, mit Enric Sagnier i Villavecchia)
- Wohnhaus, Carrer del Bisbe Català 48-50 (1890)
- Palau Montaner (1889–1896, von Lluís Domènech i Montaner vollendet)
- Facultat de Medicina (‚Medizinische Fakultät‘, 1904)
- Presó Model (‚Modell-Gefängnis‘, 1904, mit Salvador Vinyals)
- Casa Antoni Costa (1904)
- Amparo de Santa Lucia (‚Asyl zur Heiligen Lucia‘), später Museu de la Ciència (‚Wissenschaftsmuseum‘), heute CosmoCaixa (1904–1909)
- Edificio Novelles, Rambla de Catalunya 77 (1904–1910)
- Observatori Fabra (1906)
- Casa Domènech Estapà, Carrer de Enric Granados 6 (1897)
- Catalana de Gas (1908)
- Casa Domenech i Estapa, Carrer de Valéncia 241 (1908–1909)
- Kirche „Mare de Déu del Carme“ (‚Mutter Gottes vom Karmel‘) und Kloster der Karmeliten, Avingida Diagonal 422 (1910–1921, vollendet von seinem Sohn Josep Domènech i Mansana)
- Estación de la Magoria (Bahnstation, 1912)
- Caja Mutua Popular, Via Laietana 16-18 (1922)

Von Josep Domènech stammen auch einige Bücher, wie z. B. Tractat de geometria descriptiva, oder El modernisme arquitectònic (1911).

## Bildergalerie

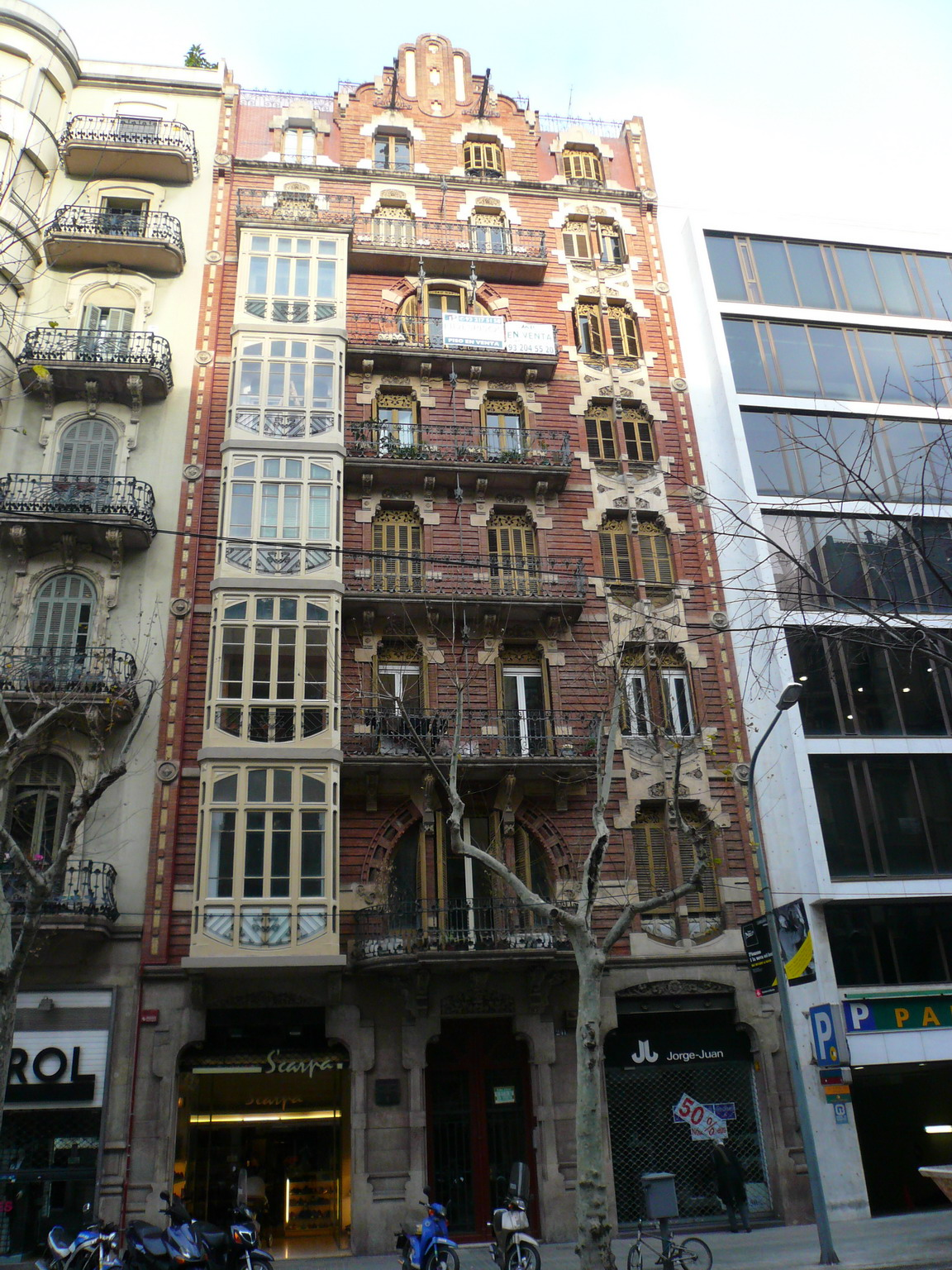
Casa Domènech i Estapà, Carrer de Valéncia 241
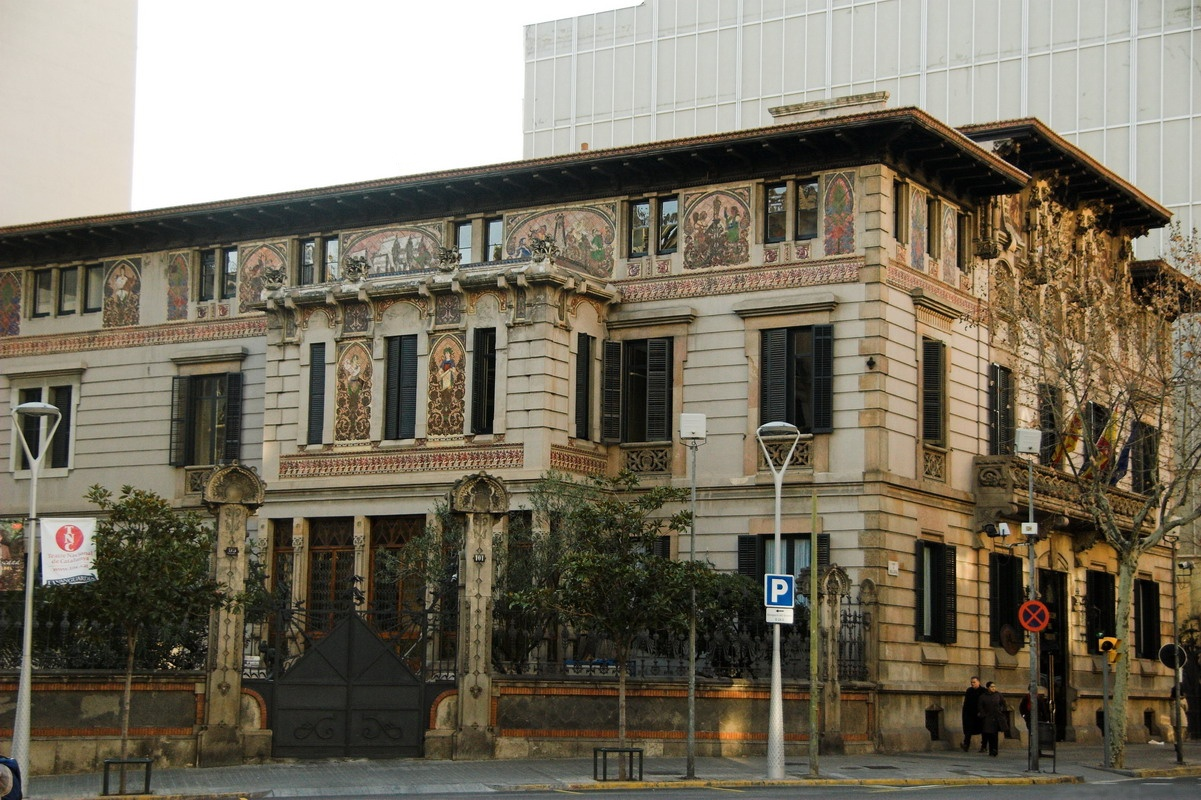
Palau Ramon Montaner
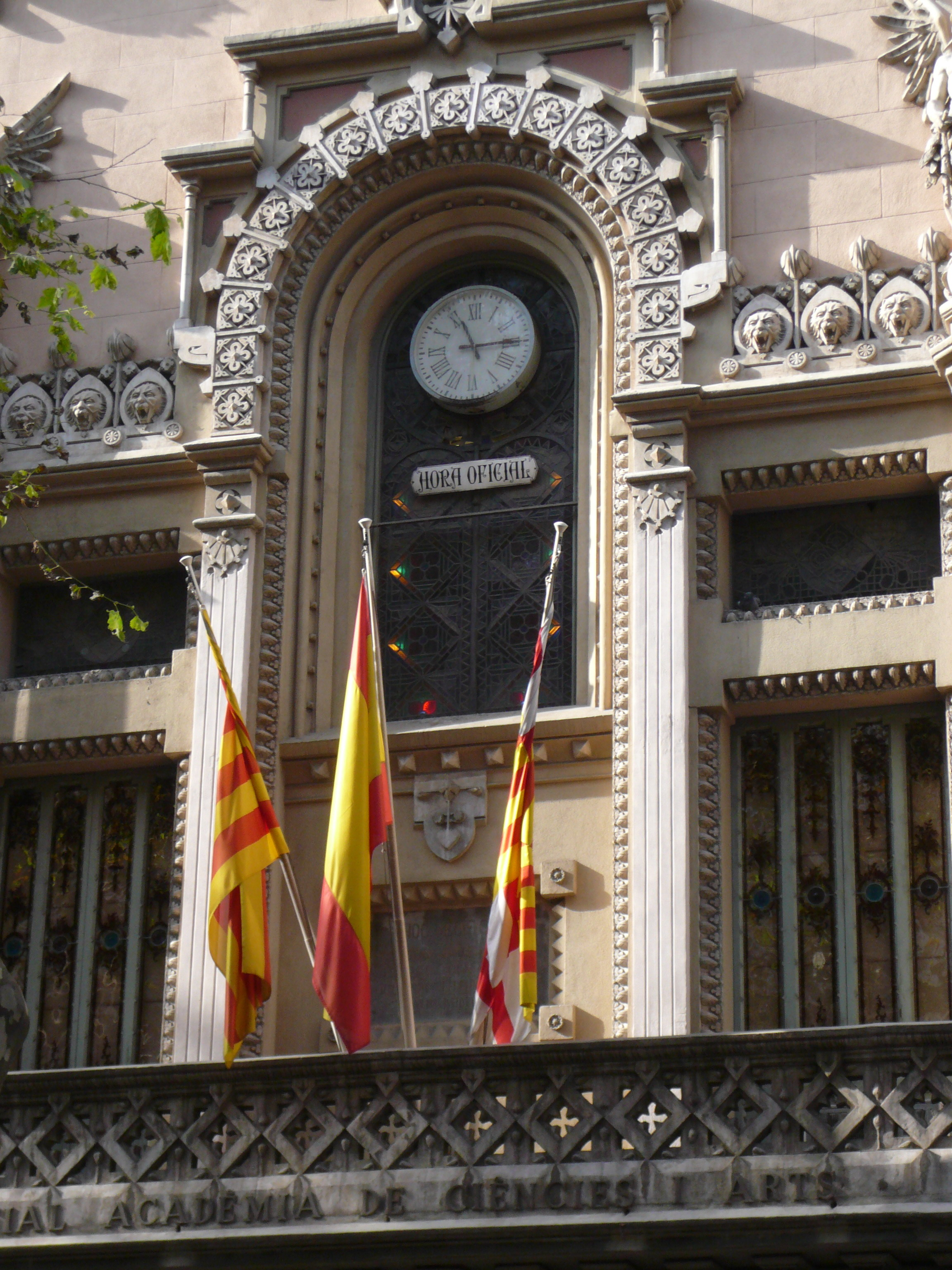
Reial Acadèmia de Ciències
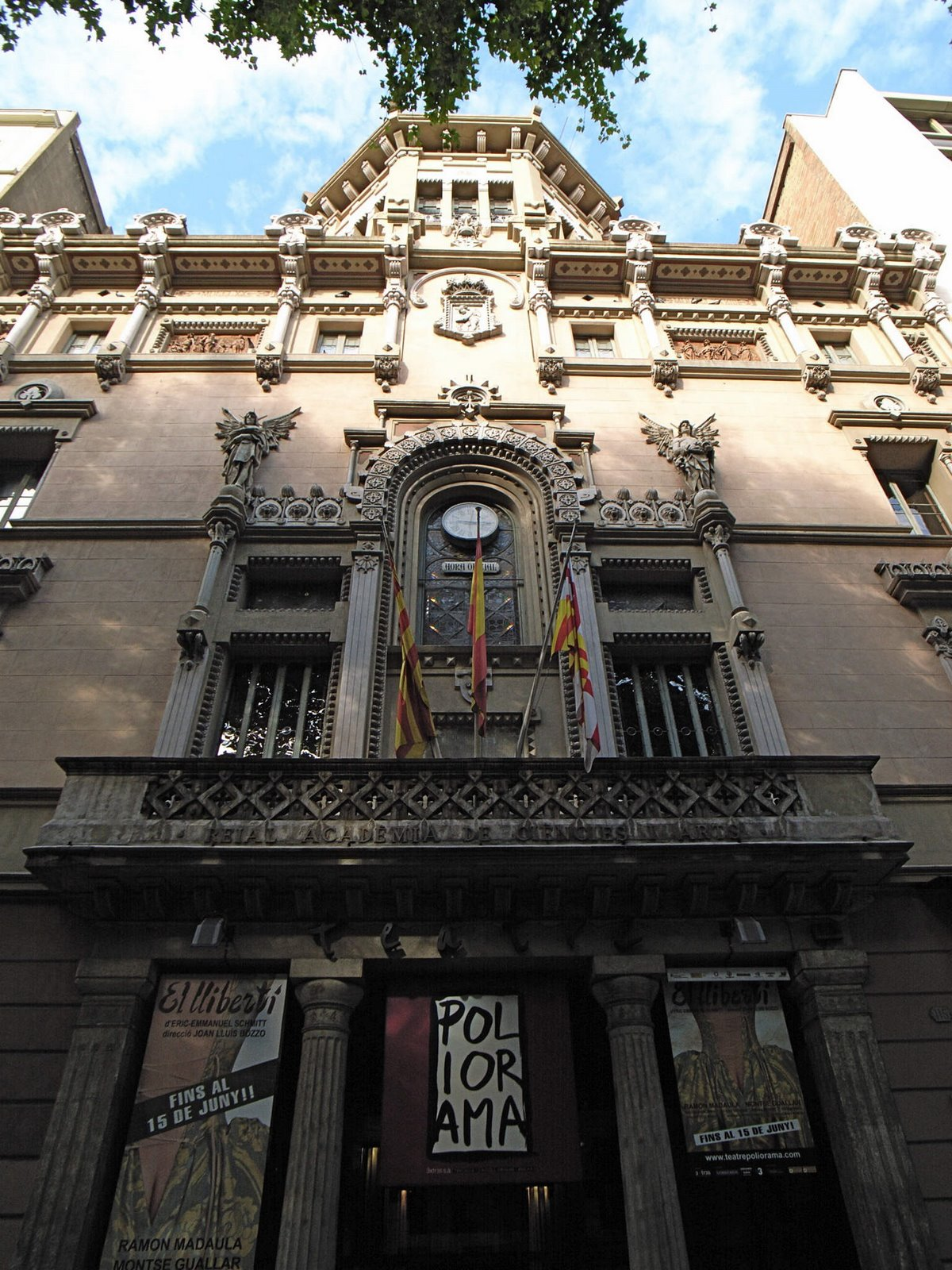
Reial Acadèmia de Ciències
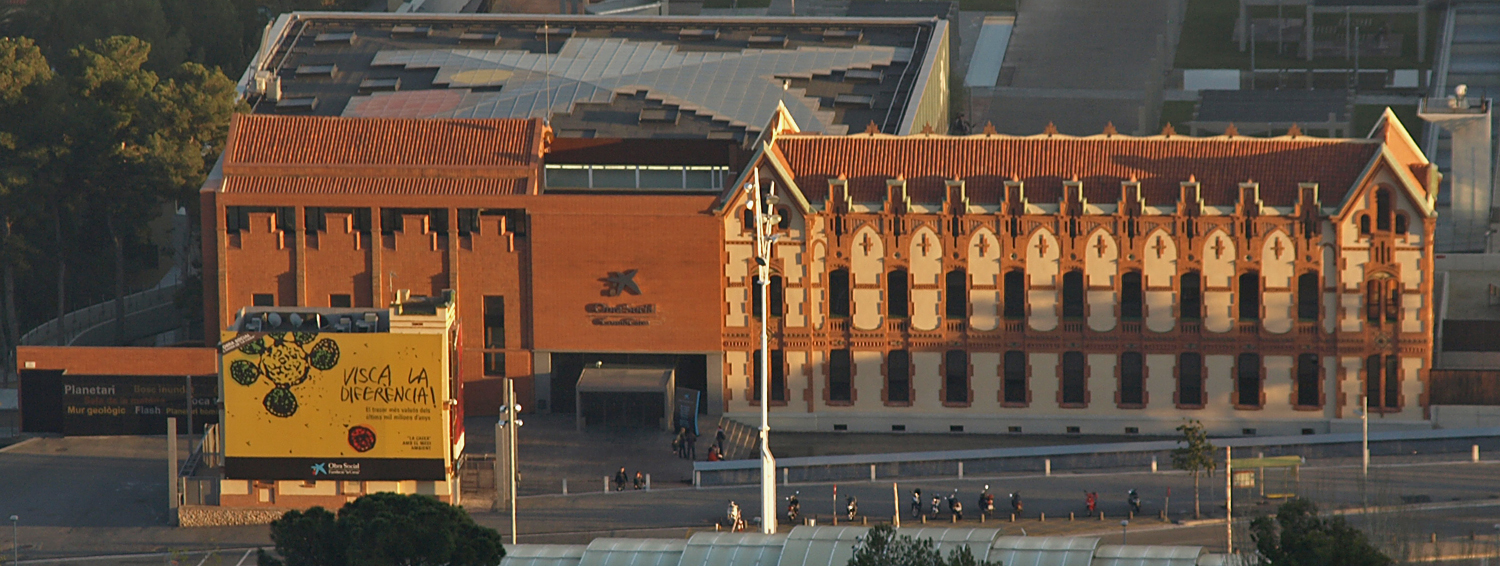
CosmoCaixa
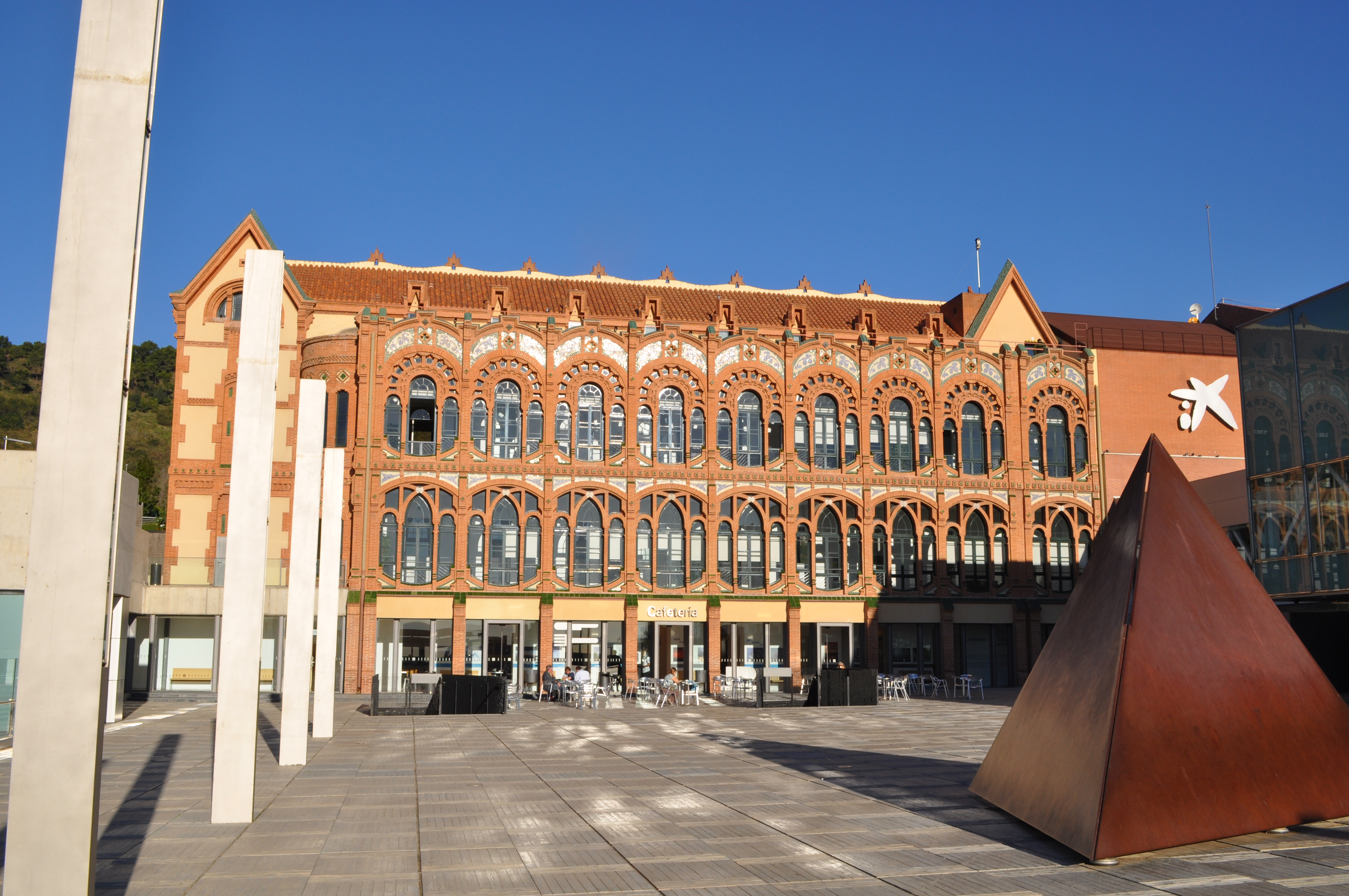
CosmoCaixa
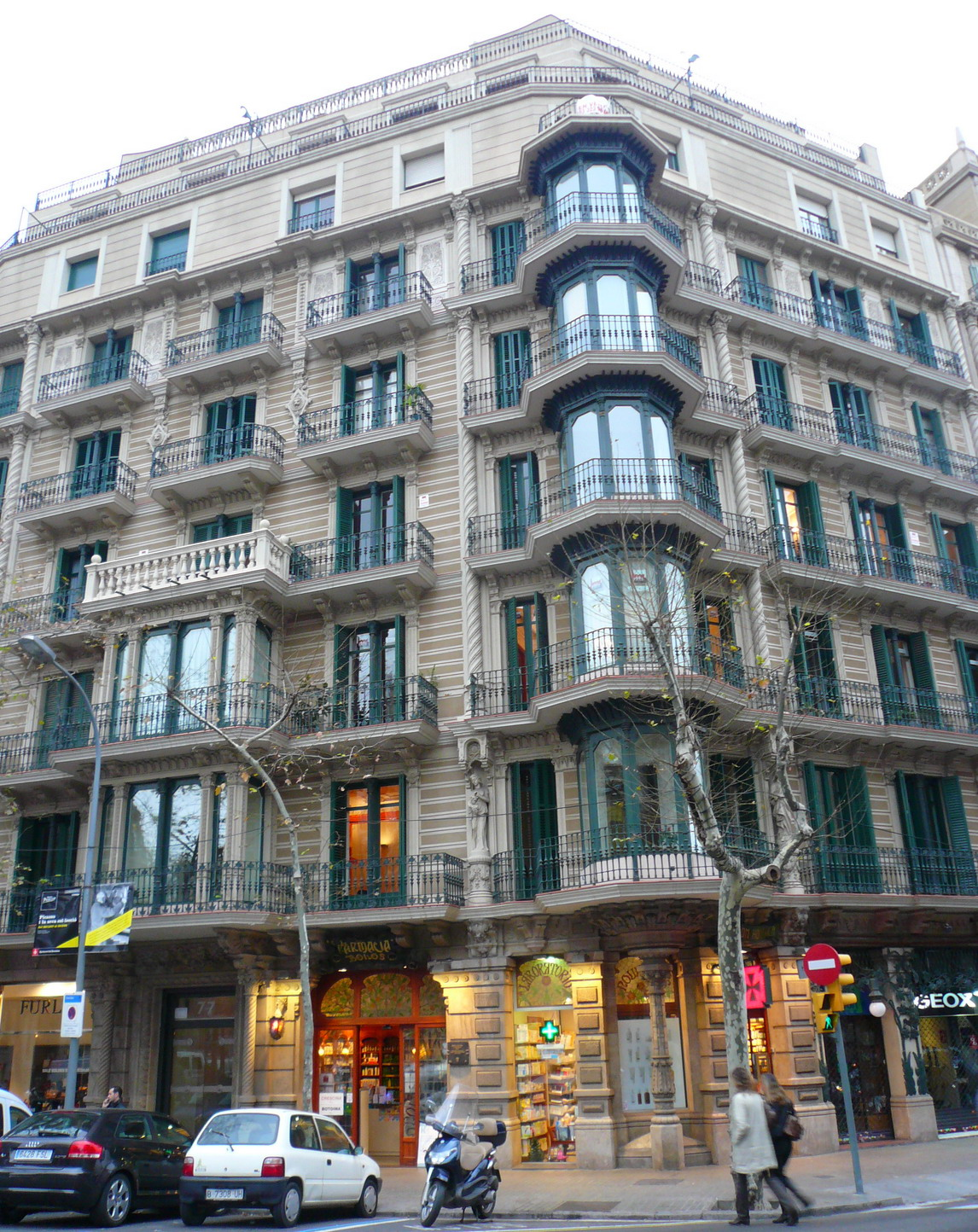
Edificio Novelles
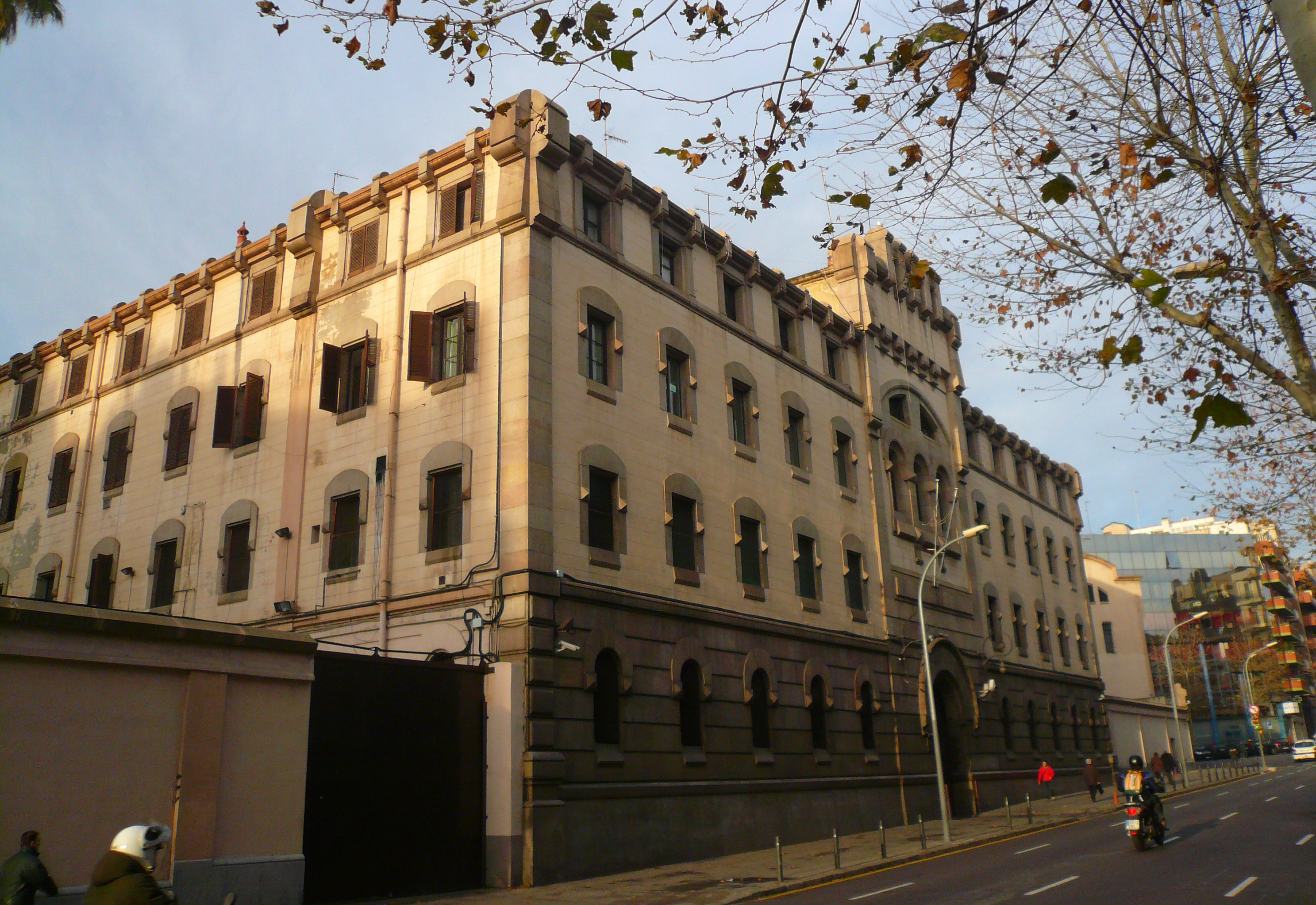
Presó Model